# 水头镇 (交口县)
水头镇，是中华人民共和国山西省吕梁市交口县下辖的一个乡镇级行政单位。

## 行政区划
水头镇下辖以下地区：
水头社区、交口村、腰庄村、铁金村、上庄村、樊家庄村、安头村、水头村、塔上村、后峪村、广武庄村、后水头村和卫家崖村。